# Ташкурган (Китай)
Ташкурган (кит. 塔什库尔干镇, уйг. تاشقۇرغان‎, Ташқурған — «каменная крепость») — посёлок в Китае, административный центр Ташкурган-Таджикского автономного уезда в Синьцзян-Уйгурском автономном районе. Расположен в Памире на высоте 3094 метров над уровнем моря, недалеко от границ Афганистана, Таджикистана, Кыргызстана и Пакистана, в 230 км к югу от Кашгара по Каракорумскому шоссе (дороге Годао 314). Посёлок находится в широкой долине реки Ташкурган (Сарыкол). Долина Ташкургана ограничена с запада Сарыкольским хребтом, а с востока — хребтом Ташкургантаг. Большую часть жителей составляют памирские народы: сарыкольцы и ваханцы, — в Таджикистане и Китае причисляемые к таджикам.
Исторически Ташкурган известен своей каменной крепостью, возведённой по крайней мере 600 лет назад, но, возможно, существовавшей гораздо раньше. Руины крепости Шитоу (кит. 石头城 «каменная крепость») находятся на возвышении в посёлке Ташкургане. Посёлок Ташкурган был столицей государства Цепаньто (Гебаньдо, кит. 渴盤陀國), а позже, в эпоху Тан — важным стратегическим пунктом на Великом шёлковом пути. На холме охранился крепостной вал длиной около 1300 метров. О том, что посередине Великого шёлкового пути стоит каменная башня, писал ещё Клавдий Птолемей. Мимо этой башни как «ворот Китая» проезжали многие путешественники древности, например, Сюаньцзан, а до него, возможно, Фасянь, описавший страну Цзыхэ (кит. 子合), где он нашёл 1000 монахов и отдыхал 15 дней на пути в Индию.
В раннее Средневековье Ташкурган служил столицей небольшого памирского княжества (одно из названий — Сарикол). На древность поселения и его сложный этнический состав указывают руины зороастрийского храма.
В апреле 2009 года в честь посёлка назван астероид (48799) Ташкурган, открытый 8 октября 1997 года.

## Сянбаобао
Могильник Сянбаобао (кит. 香宝宝古墓群) в Ташкургане является единственным (по состоянию на 2016 год) памятником эпохи железа в предгорьях Восточного Памира, который исследовался. Расположен на равнине на левом берегу реки Ташкурган в 4 километрах к северу от посёлка Ташкурган. Представляет собой разнородные погребения с невыразительным и разновременным инвентарём. В 1976—1977 гг. было раскопано 40 захоронений, из них 19 — захоронения кремаций. На поверхности погребения выделяются небольшой насыпью или каменной выкладкой. В могильнике сочетаются обряды кремации и многократной последовательной ингумации, в последнем случае покойника укладывали на боку с согнутыми ногами или на спине в вытянутом положении, головой на северозапад. Антропологический тип европеоидный средиземноморский (индо-афганский). Находки из раскопок представлены лепной краснокоричневой и серо-коричневой керамикой, бронзовыми и железными предметами. Из железа были сделаны маленький нож, браслет и перстень. По четырём радиоуглеродным анализам могильник датируется около 700—400 гг. до н. э. Китайские археологи указывают на сходство находок из Сянбаобао с материалами раскопок А. Н. Бернштама на Западном Памире в Таджикистане, отчего некоторые предлагают соотнесение этих памятников с известным по историческим хроникам народом сака. Могильник включён в список основных культурных объектов, находящихся под защитой Синьцзян-Уйгурского автономного района.